# Matias Lehtonen
Matias Lehtonen (ur. 4 sierpnia 1995 w Turku) – fiński hokeista.
Jego brat Mikko (ur. 1994) także został hokeistą

## Kariera
- Tepsi U16 (2010–2011)
- TPS U17 (2011–2012)
- TPS U18 (2012–2013)
- TPS U20 (2013–2016)
- TPS (2015/2016)
- SaPKo (2016-2017)
- TuTo (2017-2019)
- Tappara (2018–2020)
  -  KooVee (2019/2020)
- TuTo (2020-2021)
- HK Dukla Michalovce (2021)
- GKS Katowice (2021-2023)
- Gothiques d’Amiens (2023-2024)
- GKS Tychy (2024-)

Wychowanek klubu TPS w rodzinnym mieście. Rozwijał karierę w drużynach juniorskich klubu. W barwach seniorkiej ekipy TPS zagrał 1 spotkanie w edycji rozgrywek Liiga 2015/2016. Od 2016 grał w SaPKo, a od 2017 przez dwa sezony w TuTo w drugiej lidze Mestis. W sezonach 2018/2019 i 2019/2020 występował w barwach Tappary w Liiga. Od 2020 ponownie był zawodnikiem TuTo, a w lutym 2021 przeszedł do Dukli Michalovce ze słowackiej ekstraligi. Na początku sierpnia 2021 został zaangażowany przez GKS Katowice w rozgrywkach Polskiej Hokej Ligi. W maju 2022 przedłużył umowę z tym klubem. Po sezonie 2022/2023 odszedł z GKS, a w październiku 2023 przeszedł do francuskiej drużyny Gothiques d’Amiens. Od maja 2024 zawodnik GKS Tychy.
W sezonie 2012/2013 występował w reprezentacji Finlandii juniorów do lat 19. 

## Sukcesy
Klubowe
- Złoty medal U20 SM-liiga: 2015 z TPS U20
- Złoty medal Mestis: 2017 z SaPKo
- Puchar Finlandii: 2017 z TuTo
- Srebrny medal Mestis: 2018 z TuTo
- Brązowy medal mistrzostw Finlandii: 2019 z Tappara
- Złoty medal mistrzostw Polski: 2022, 2023 z GKS Katowice, 2025 z GKS Tychy
- Puchar Polski: 2024 z GKS Tychy